# 福袋

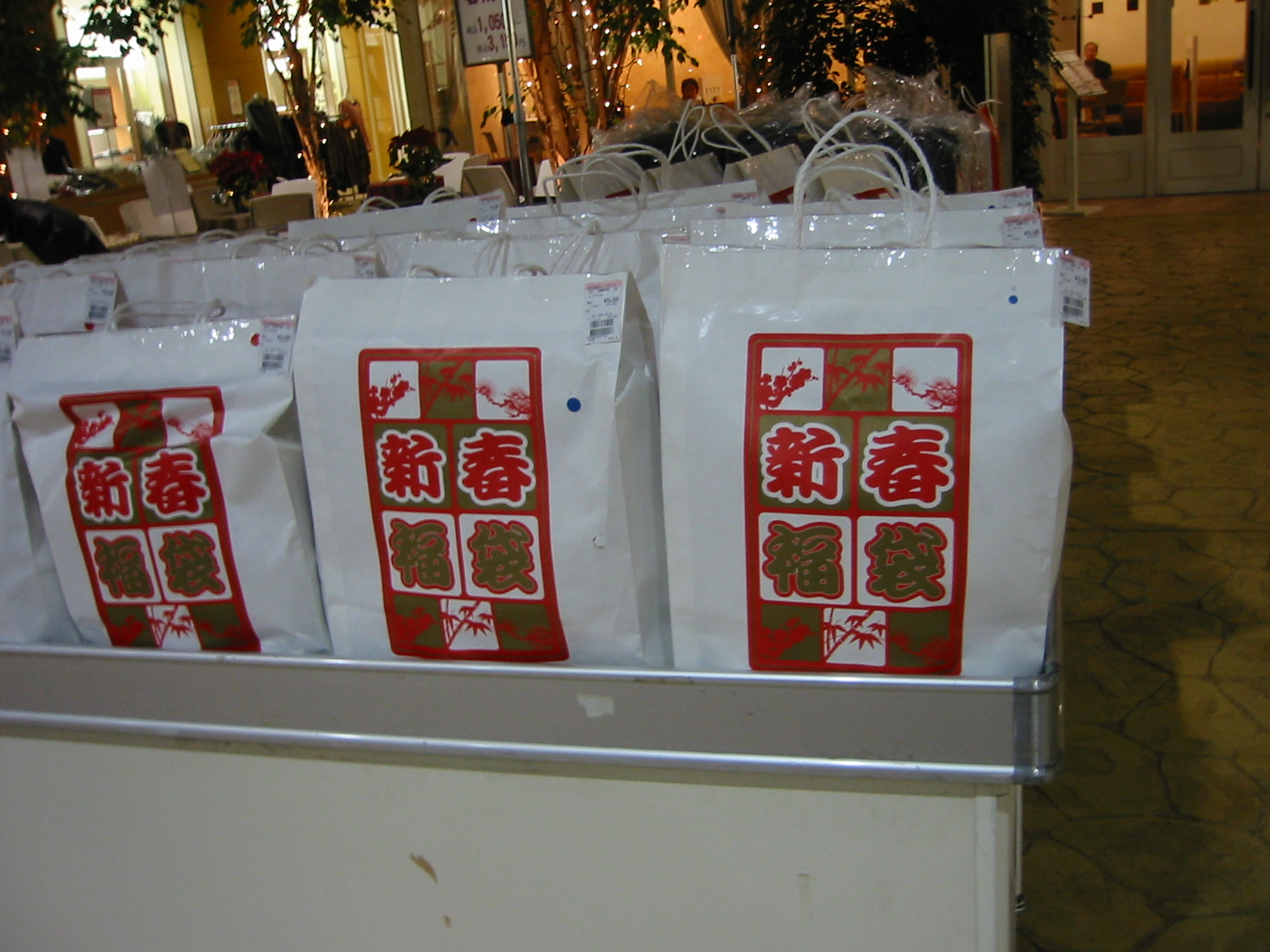
福袋のワゴン売り

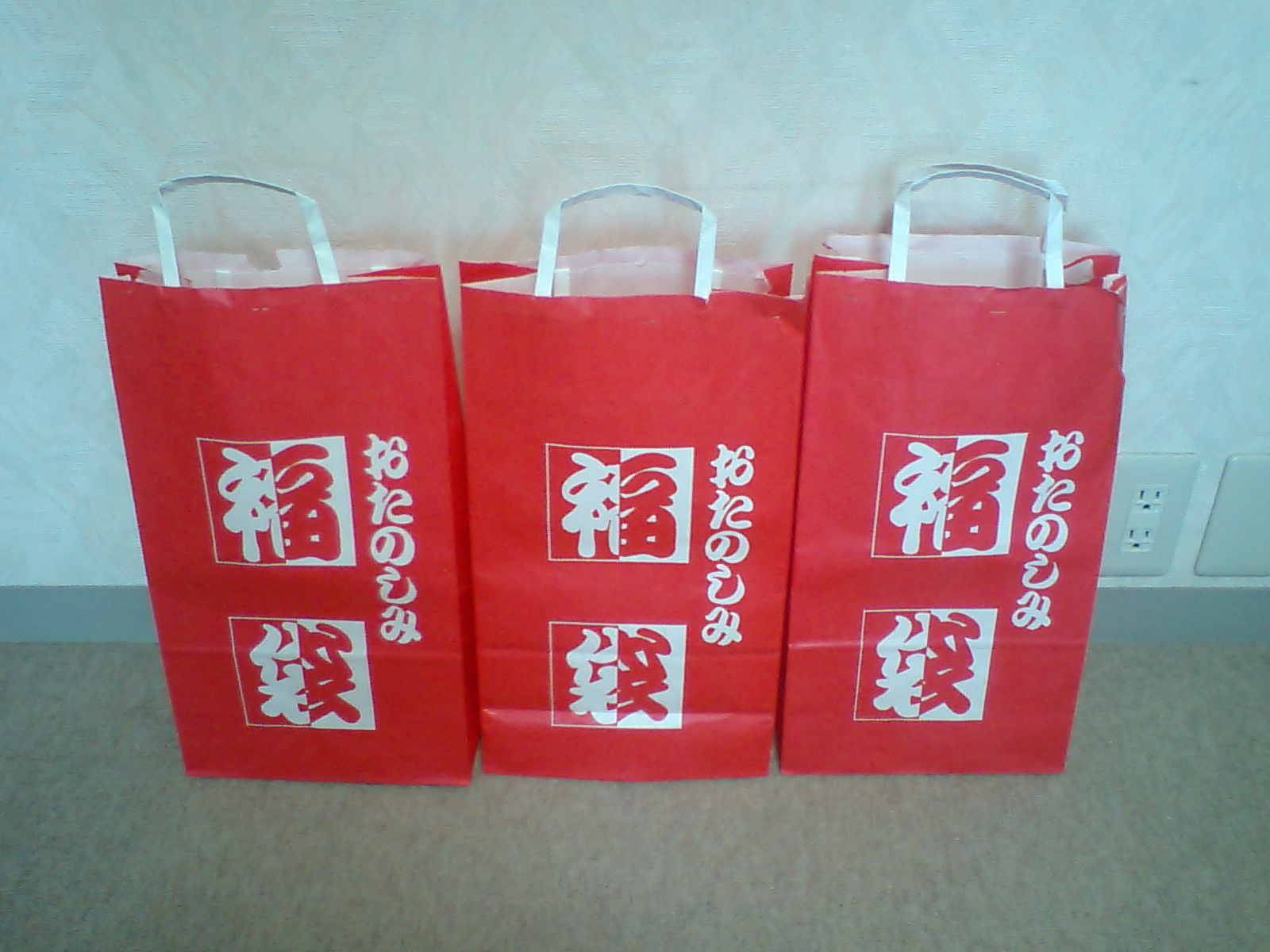
お楽しみ福袋

福袋（ふくぶくろ）とは、年始（正月）の初売りなどで、色々なものを詰めて封をして販売する袋、またそれを選び取らせること、そしてその商形態を指す。袋という言葉があるが、箱など袋以外の外装にまとめた物も福袋と呼ぶ（箱に入っていれば「福箱」と呼ぶ店舗もある）。有形商品を物理的にまとめられた物だけで無く、大型の物や無形商品などを論理的にまとめられた物も福袋として販売される。

## 概要と特徴

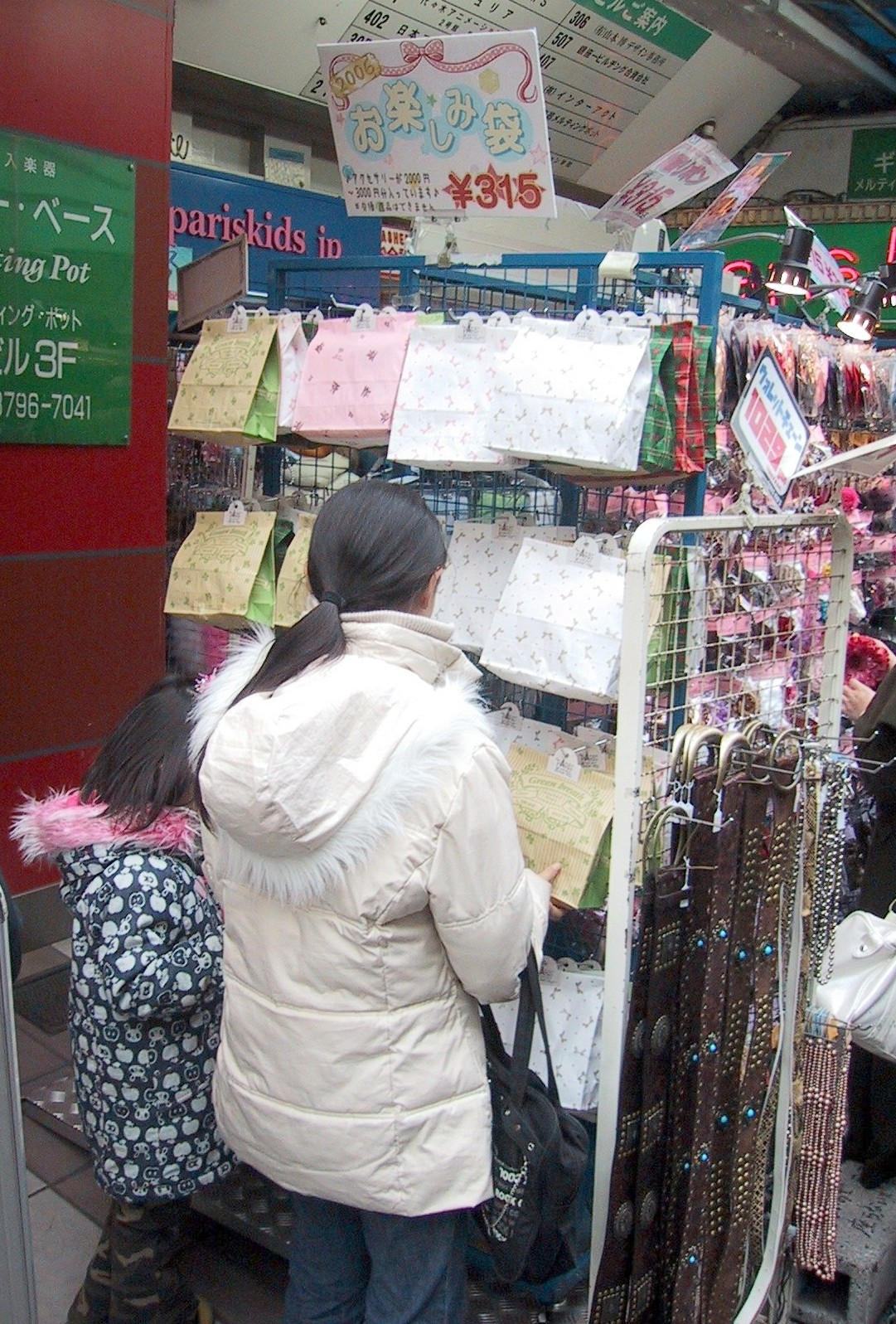
東京都渋谷区の竹下通りで若者向けに売り出される低価格の福袋

年始（実際は初売り前後から）に、百貨店やスーパーマーケットなどさまざまな業態の店で販売され、袋の中に何が入っているか伏せられていることをコンセプトとする。通常は組み合わせた商品の合計価格以下で販売されるため、購入者は有用で豪華な内容であるかに期待する。つまり幸福・幸運を引き当てることができる可能性、すなわち、射幸心を煽る商品であると言える。
ただし、福袋は客寄せの目玉商品であると同時に、その多くは店側の在庫処分的性格も有しており、価格以上の商品が入っていたとしても、売れ残りや不人気商品で埋められていたりする場合もある。そういった福袋は、インターネット上で「鬱袋（うつぶくろ）」「ゴミ袋」などと揶揄されることもある。また、店側も自虐的に「不幸袋」や「不吉袋」などと称するケースもある。
平成以降は、袋の素材が透明で中身が見えるもの、あらかじめ内容が公表されているもの、指定された商品群からの選択性になっているものなど、元来のコンセプトから外れた福袋も見られる。特に、貴金属のような高価な品物は、客寄せのためにショーケースに展示して販売されることがある。また、大きな家具・家電製品、旅行、不動産、リフォーム権、自動車、学校や自動車教習所の受講権、見合い、等々、袋に納まらない・納めるような種類でない商品も「福袋」の名で取引されている。
このような福袋の多様化は、名称や販売時期にも及んでいる。一部の家電量販店において、「お年玉袋」等の名称で販売されている。またネットショップでは、時節を問わず販売する場合も少なからずある。たとえば楽天市場では、福袋というサブカテゴリーを1年中表示しているほどである。
景品表示法（不当景品類及び不当表示防止法）では、一般懸賞における景品類の最高額および総額について、最高額は販売価格が5,000円未満の場合20倍まで、5,000円以上の場合10万円まで、総額は売上予定総額の2%までと定められている。しかし、景品を付ける形ではなく、組み合わせた商品の合計価格以下で販売する形（値引）であれば、「正常な商慣習に照らして値引と認められる経済上の利益」であるので景品表示法における景品類には該当せず、最高額および総額の規定は適用されない（ただし、値引の内容や程度によっては不当廉売に該当する可能性がでてくる）。

## 歴史

### 語誌
「福」＋「袋」という、意味の広がりが大きい語同士の結合による複合語であるため、過去には本項で扱う「福袋」以外のものを指して使われている例も確認される。若月紫蘭の『東京年中行事』（1911年）には（神田明神に）「新年劈頭の福運にあづからうと待ちに構へた参詣者が雪崩を打つて流れ込む。ヤツサモツサの中に手ん手に福袋を拝受し終ると、多くは六つの攝社二十一の末社へお巡りと出懸ける」とあり、ここでの「福袋」は開運札を入れる袋を指すという。また、『世界童話集　たから舟』(1920年)には望んだものが出てくる袋として、『談話売買業者』(1922年)には陰嚢の比喩として現れている。
本項でいう「福袋」の確かに確認できる早い時期の使用例は、たとえば1902年11月朝日新聞に掲載された小川屋（恐らく呉服屋）の広告で、「よせ切、見切反物、福袋　取揃居候」とある。説明もなく、ただ「福袋」と宣伝していることから、当時、すでにこの語は説明を不要とするほど一般的なものになっていたかもしれない。1903年年末の読売新聞には「三の酉　東京・吉原の大鷲神社の賽銭315円、守り札137円、福袋120円」とあるが、こちらは前述の開運札を入れる袋の可能性もある。

### 国内
福袋の原型は、江戸時代の「えびす袋（恵比寿袋、恵比須袋、夷袋など）」に遡ることができる。日本橋の著名な呉服屋であった越後屋（現在の三越）は、当時としては画期的な呉服の切り売りをしていたが、11月1日から3日までの冬物の売出時期（恐らくえびす講）に、1年の裁ち余りの生地を袋にいれて、これを1分（いちぶ）で販売した。これが江戸市中で大変な評判を得、「恵比寿袋」と呼ばれたという。えびす袋が越後屋に端を発するとするなら、他の呉服屋もこれに続いたと見え、たとえば大丸呉服店（百貨店・大丸の前身）がえびす講や正月の初売りなどに、同様のものを売ってたことが記録に残っているという。さらに都市部から地方へも伝播したのであろう、たとえば、文化年間（1804-1818年）に編集された『諸国風俗問状答』の阿波国の条には、呉服屋が小切れを「夷（えびす）切れ」として売り出していたことが記されている。えびす講の大売り出しは、このえびす袋に端を発するとも云われ、やがて小切れ以外のものでもこのような形態で売られたことは想像に難くないが、その時期については明らかでない。少なくとも明治期にはこういったものが現れていたことが、次に見るように新聞などから確認できる。
1892年（明治25年）1月の東京朝日新聞には「当り物の流行」という見出しで、「昨今諸所の縁日にて幅五寸竪八寸位の紙袋■■■を置き其内へ蟇口（がまぐち）、石鹸（しゃぼん）、根掛、櫛、簪、歯磨、楊枝、其他種々の品を入れ外面より何物とも見分けの付かざるよう拵へたる物を一袋一銭づつにて売る」とあり、運良ければ5銭から12～13銭のものが当たるとあって大流行である記事は結んでいる。
以下、確認できる同時代の福袋販売の事例を列挙する。前述のように、1902年の新聞には、11月3～5日（恐らくえびす講）に小川屋が福袋を販売する旨の広告を載せている。1906年の新聞には、東京本町の博文館の新案福袋「トムボラー」の広告が載っている。定価は一袋10銭であるが、中身は15銭の価値があり、なおかつ景品が入っているという。1907年、鶴屋呉服店（松屋の前身）が福袋の販売を始めている。中身と価格は不明である。1911年、いとう呉服店（松坂屋の前身）が、50銭で「多可良函（たからばこ）」の販売を始め、行列ができるほどの盛況であったという。
福袋商戦が過熱するのは、戦後においてである。朝日新聞紙上では、1970年代中頃から福袋の話題が家庭面に採り上げられるようになり、1980年代初頭から見出しにも「福袋」の文字が毎年のように見られるようになる。100万円を超える高額福袋がたびたび新聞等のメディアで取り上げられるのも80年代からで、バブル期には、ピカソの絵画がはいった5億円の福袋まで売りだされた。

### 日本国外への広がり
Appleの日本における直営店であるApple Store銀座店が、2004年の正月に福袋を販売したところ、好評であったため、本国のアメリカ合衆国でも、旗艦店舗を新規にオープンする際には、福袋を "lucky bag （ラッキーバッグ）" という名前で販売するようになった。そのほか、"mystery bag （ミステリーバッグ）" とも呼ばれる。また、ハワイのホノルルにあるショッピングモールであるアラモアナセンターでは、2005年から正月に福袋を販売している。
近年、日本の諸都市にある中華街や、台湾および香港の日本資本および地元資本の百貨店（例えば台湾では、新光三越、遠東百貨［zh］等の各店で毎年、数百・数千個を販売）などでも、春節の際に福袋が販売され、日本と同じ名で呼ばれている。また、春節の休暇を利用して来日する中華圏（中華人民共和国を含む）の観光客を対象にして、日本の店舗が福袋を販売するようになってきている。この場合、中国系の客の志向を反映して中身を確かめられる福袋が用意されるのが通常である。

## その他の福袋

### 番組タイトルとしての福袋
「新春 福袋スペシャル」などといったように放送番組のタイトル等に「福袋」というフレーズが使われることは、日本では珍しくない。例えば、テレビアニメ『サザエさん 〜新春福袋スペシャル〜』、バラエティ番組『志村けんのバカ殿様 〜新春! お笑い福袋大放出スペシャル〜』など。

### ファン・サービスとしての福袋
日本において、芸能人やスポーツ選手、放送番組やその他の企画ものなど、ファンに支えられて仕事が成り立つ職種の人々や企画ものが、イベントの出し物として、あるいは、ファンに対する感謝を表す物として、「福袋」と銘打った贈り物を用意することがある。

### ゲームの中の福袋
ボードゲーム形式のコンピュータゲーム・シリーズでテレビゲーム・シリーズである桃太郎電鉄シリーズ（ハドソン）には、使用アイテムの一つに「福袋カード」というものがある。プレイ内で福袋を開けると個別に使える「カード」を1〜8枚入手できるのであるが、どのような働きを持つ種類のカードが出るかはランダムで、有用なカードが入手できる場合もあれば、損害系カード（不利益なイベントを起こす類いのカード）が入っている場合や、また別の福袋カードが入っている場合もある。最後のケースは別として、おおむね良い物が手に入るが、ほしくもない物を手にしてしまうリスクもある「福袋カード」のこういった特徴は、「福袋」の特徴をよく反映している。この例に限らず、コンピュータゲームやテレビゲームには、係る福袋の特徴をゲーム性に結び付けて作品に採り入れているものが非常に多く見られる。

### 図書館福袋
日本の公共図書館では、複数冊の図書を福袋に入れて貸し出す「図書館福袋」という取り組みが2000年前後から各地で行われるようになった。図書館により、商店などの福袋に近い形の福袋もあれば、新聞紙でくるんだもの、不織布製のバッグなどもあり、形態は多様であるが、利用者に未知の本と出会ってもらうことや読書の幅を広げるきっかけにしてもらうことを意図しているため、中に入っている本が見えないようにしている点は共通している。（中身のヒントを公開する図書館もある。）福袋の中の本は図書館の蔵書であるので、貸出期限が来れば返却しなければならない（来館者プレゼントではない）が、本が入っている福袋自体はもらえる場合がある。豊見城市立中央図書館のように、行列ができて整理券を配るほどの人気を集めるところもある。
同じ企画を「福本」と呼ぶ地域もある。テーマや対象（大人・子供、男女など）を設定した福袋を用意する図書館がある一方で、人文科学・郷土資料などそれぞれのコーナーに福袋を配置しながらも、中身はそのコーナーに関連するものとは限らないという福袋を準備する図書館もある。本と一緒に図書館だよりやおすすめ本リストを入れた福袋もある。福袋企画と同時に、くじやお年玉を用意する図書館もある。

### 割引商品としての福袋
いわゆる中身の見える福袋で、店舗限定で使えるサービス券や限定グッズや大幅な割引品を掲示したうえで封入しお得感をあおることで最初からセット品として販売していても「福袋」と名前が付けられて販売されていることがある。正月というイベントを利用した販促とも言える。

### オリパ
トレーディングカードゲーム（TCG）業界では、ある特定のTCGについて「購入して開けるまで、中身がわからない」パックの形でカードが販売されることが多く、特にTCGショップが独自に作成・販売するパックを「（店舗）オリジナルのパック」というところから、通称「オリパ」と称する。オリパの場合、中に含まれるカードの相場が購入価格を大きく上回る場合もあれば、購入価格に満たない場合もあり、当たりハズレが大きいことから「射幸性があり問題」という意見もある。

## その他の特記事項
福袋方式の自動販売機
東京都新宿区北新宿の東中野と新宿の境界あたりには、「夢のお宝1000円自動販売機」「一夢 1000円」と銘打った“福袋方式”の自動販売機が設置されているが、これは、千円札を投入してランダムで商品が出てくる自動販売機で、何が商品になっているかは買ってみるまでいっさい分からないというものである。2007年（平成19年）1月3日にバラエティ番組『モヤモヤさまぁ〜ず2』(cf.) で紹介されて話題になった1基であるが、似たような自動販売機は秋葉原など、他所にも設置されている。